# Home exchange
Home exchange, també conegut com a house swapping, és una forma d'allotjament en la que dues parts acorden oferir mútuament les llars per un període determinat. Com que no es produeix un intercanvi monetari, és una forma de barata, consum col·laboratiu i compartició. L'intercanvi d'habitatge pot cobrir qualsevol mena de residència, incloent-hi apartaments, cases, cases de vacances, vaixells o vehicles recreatius. Pot incloure l'intercanvi de tota la casa o només una habitació. La durada de l'intercanvi pot variar d'un cap de setmana a més d'un any. L'intercanvi pot ser simultani o no simultani. Els intercanvis domiciliaris solen organitzar a través de serveis de xarxes socials, la majoria dels quals cobren una quota.
Com totes les estades en família, els intercanvis d'habitatges ofereixen diversos avantatges respecte a l'allotjament d'hotel, com ara un cost més baix i oportunitats per a la relació cultural i l'amistat.
Algunes xarxes ofereixen la possibilitat de cobrar una fiança.
L'estiu és tradicionalment la temporada alta per a l'intercanvi de cases, ja que les famílies viatgen durant les vacances escolars.

## Història
L'intercanvi d'habitatges organitzat va néixer l'any 1953 amb la creació d'Intervac International per part d'un grup de professors europeus que buscaven viatjar internacionalment econòmicament durant les seves vacances d'estiu. Aquell mateix any, el professor David Ostroff va crear una xarxa d'intercanvi de cases anomenada "Vacation Exchange Club" (ara HomeLink) a la ciutat de Nova York.
El 1992, Ed Kushins va començar que ara és HomExchange.com després d'una experiència d'intercanvi a Washington D. C. El 1995, va traslladar el negoci a Internet.
El 1999, s'estimava que l'intercanvi d'habitatges creixia entre un 15 i un 20% anual. El 2010, les xarxes d'intercanvi d'habitatges van continuar experimentant un ràpid creixement.

## Recerca acadèmica
L'intercanvi domiciliari ha estat objecte d'estudis sociològics, estudis geogràfics i turístics, estudis de cultura i estudis de pau. El 2008 es va convertir també en el tema dels estudis de seguretat de la informació.

### Estudis d'informació
L'estudi de 2008 de Julia Maria Koszewska va explorar "el paper de la informació en la societat moderna, en particular sobre l'accés a la gestió de la informació com a prerequisits per una societat participativa i democràtica". Això es va fer mitjançant l'estudi de la història del moviment d'intercanvi domiciliari i les seves iniciatives, llocs web i funcionalitat expressada per les experiències dels usuaris compartides amb l'investigador.

### Demografia participant
Els participants tendeixen a ser ben educats i ben viatjats. Els intercanvis domiciliaris són populars entre els professors durant les vacances escolars, especialment durant l'estiu, i amb les persones grans, que tenen més temps per viatjar.
Un estudi fet el 2013 per la Universitat de Bèrgam va mostrar que els participants estaven més esbiaixats a grups d'edat més alts, amb un 28,3% de 45 a 54 anys, un 18,7% de 65+ i només un 5,9% de menors de 34 anys. L'estudi va mostrar que el 84,3% dels enquestats busquen museus i naturalesa, el 67% de turisme amigable amb valors i el 98% expressa interès pel patrimoni cultural. També són importants els aliments de comerç just (63%) i els aliments ecològics (73%). L'estudi va apuntar el fort grau de confiança necessari en el consum col·laboratiu, amb un 75% d'acord que la majoria de les persones són de confiança. El 93% estava satisfet amb la seva experiència i el 81% havia canviat de residència més d'una vegada.

## Cultura popular
L'intercanvi de cases va ser el tema de la comèdia romàntica de 2006, "The Holiday", dirigida per Nancy Meyers, en la que un intercanvi de cases entre Kate Winslet i Cameron Diaz porta a l'idil·li amb Jack Black i Jude Law.

## Intercanvi domiciliari permanent
Hi ha diverses situacions en què les persones han canviat de residència de forma permanent:
- Durant la Crisi hipotecària de 2007, l'intercanvi d'habitatge es va fer servir per ajudar a compradors i venedors quan el finançament era més difícil d'obtenir.[20][21][22][23]

- L'intercanvi mutu és un mecanisme perquè els inquilins d'habitatges públics del Regne Unit intercanviïn les seves llars.[24]

- Durant els conflictes ètnics, com en Iraq el 2006, membres de minories ètniques van intercanviar llars amb amics que són membres de diferents minories ètniques en un veïnat diferent. L'objectiu és que cada resident minoritari acabi en un barri on la seva ètnia és majoritària, reduint així la violència.[25]